# Großaugen-Thun
Der Großaugen-Thun (Thunnus obesus) ist eine Fischart aus der Gattung der Thunfische. Er erreicht eine Gesamtlänge von bis zu 2,50 Metern, ein Gewicht von bis zu 210 Kilogramm und ein Alter von 5 bis 7 Jahren, nach manchen Quellen auch bis zu 11 Jahre. Man nimmt an, dass sie mit 3 bis 4 Jahren die Geschlechtsreife erreichen. Großaugenthune leben meist in größeren Tiefen als andere Thunfischarten. Deshalb ist ihr Fleisch sehr fetthaltig (zur Wärmeisolierung) und in Japan sehr gefragt für die Zubereitung von Sashimi.
Junge Großaugenthune schwimmen oft in gemischten Schwärmen mit Gelbflossenthunen und  Skipjack-Thunfischen. Die Schwärme assoziieren sich oft mit an der Meeresoberfläche treibenden Objekten. Daher sind junge Großaugenthune besonders durch Ringwadennetz-Fischereien gefährdet, die ein so genanntes Fish Aggregating Device (FAD) verwenden (Gerät zum Anlocken großer Fischschwärme). Ausgewachsene Großaugenthune scheinen dagegen weitaus weniger von FADs angezogen zu werden.

## Verbreitung
Großaugenthune leben in subtropischen und tropischen Gewässern im Atlantik, Pazifik und Indischen Ozean, nicht aber im Mittelmeer.

## Wirtschaftliche Bedeutung
Der Großaugenthunfisch ist ein wichtiger Speisefisch. Die Bestände im Atlantik gelten als überfischt, die im Pazifik als massiv überfischt und vom Aussterben bedroht. Ausgewachsene Tiere werden mit Langleinen und Schleppangeln gefangen, kleinere mit Ringwaden. Hauptabsatzmarkt ist Japan (für Sashimi), in Südamerika werden Baby-Großaugenthune auch zu Dosenthunfisch verarbeitet und als "helles Rindfleisch" verkauft (der Geschmack soll dem von Rindfleisch ähneln).